# Scream Above the Sounds
Scream Above the Sounds — десятый студийный альбом валлийской рок-группы Stereophonics, вышедший 27 октября 2017 года на их собственном лейбле Stylus Records и Parlophone. Продюсерами были гитарист и вокалист группы Келли Джонс и Джим Лоу.

## Об альбоме
В 2015 году Stereophonics выпустили свой девятый студийный альбом Keep the Village Alive, а также отправились в тур «Keep the Summer Alive Tour» в его поддержку в конце весны и летом 2016 года. Во время тура Келли Джонс объявил, что хочет выпустить десятый студийный альбом группы «до следующего лета» в ознаменование 20-летия с момента выхода первого альбома Word Gets Around вместо выхода сборника. В феврале 2017 года группа подписала контракт с лейблом Parlophone на выпуск Scream Above The Sounds совместно с собственным лейблом Stylus Records, выпустившим два предыдущих альбома Graffiti on the Train и Keep the Village Alive. 27 июля Stereophonics раскрыли название, дату выхода и обложку альбома Scream Above the Sounds, а также выпустили сингл «All in One Night». Следующим синглом стал «Caught by the Wind», который был выпущен 4 сентября 2017 года вместе с музыкальным видео. 20 октября группа выпустила песню «Before Anyone Knew Our Name» на своём YouTube-канале, а 24 октября они исполнили «Taken the Tumble» на шоу «Позже... с Джулсом Холландом».

## Релиз
Альбом был выпущен 27 октября 2017 года на CD и виниле и в виде цифровых загрузок, включая загружаемое издание с цифровым буклетом. Одновременно было выпущено делюкс-издание с пятью бонус-треками. На стикере делюкс-CD треки «What’s All the Fuss About?» и «Would You Believe?» ошибочно названы синглами, несмотря на то, что они не выпускались отдельно.
3 ноября 2017 года альбом дебютировал в UK Albums Chart со второго места, уступив первое место альбому Майкла Болла и Алфи Бо Together Again, так как было продано на 35 копий меньше.

## Отзывы критиков
| Совокупная оценка | Совокупная оценка |
| Источник          | Оценка            |
| ----------------- | ----------------- |
| Metacritic        | 57/100            |
| Оценки критиков   |                   |
| Источник          | Оценка            |
| Classic Rock      | [ 7 ]             |
| Clash             | (7/10)            |
| The Independent   | [ 9 ]             |
| The Irish Times   | [ 10 ]            |
| Mojo              | [ 11 ]            |
| Q                 | [ 12 ]            |
| The Times         | [ 13 ]            |

Scream Above The Sounds получил умеренные рецензии музыкальных критиков и интернет изданий. Альбом получил 57 из 100 от агрегатора обзоров и рецензий Metacritic на основе пяти обзоров.

## Список композиций
Слова и музыка всех песен — Келли Джонса; музыка «Taken a Tumble» написана в соавторстве с Адамом Зиндани.
| №                   | Название                      | Длительность |
| ------------------- | ----------------------------- | ------------ |
| 1.                  | «Caught by the Wind»          | 3:37         |
| 2.                  | «Taken a Tumble»              | 3:36         |
| 3.                  | «What's All the Fuss About?»  | 5:44         |
| 4.                  | «Geronimo»                    | 4:15         |
| 5.                  | «All in One Night»            | 5:17         |
| 6.                  | «Chances Are»                 | 4:45         |
| 7.                  | «Before Anyone Knew Our Name» | 4:43         |
| 8.                  | «Would You Believe?»          | 4:07         |
| 9.                  | «Cryin' in Your Beer»         | 3:48         |
| 10.                 | «Boy on a Bike»               | 2:17         |
| 11.                 | «Elevators»                   | 4:20         |
| Общая длительность: | Общая длительность:           | 46:29        |

| №   | Название                                     | Длительность |
| --- | -------------------------------------------- | ------------ |
| 12. | «Never Going Down» (Live at RAK Studios)     | 4:05         |
| 13. | «Drive a Thousand Miles» (Graffiti sessions) | 4:31         |
| 14. | «Breaking Dawn»                              | 3:29         |
| 15. | «All in One Night» (Unplugged)               | 5:29         |
| 16. | «Caught by the Wind» (Unplugged)             | 3:41         |

## Персонал
| Stereophonics - Келли Джонс — вокал, гитара, пианино, битбокс, колокольчики, производство, микширование (треки 1–7, 9–14) - Ричард Джонс — бас-гитара - Адам Зиндани — гитара, бэк-вокал - Джейми Моррисон — ударные, перкуссии Технический - Крейг Силви — микширование (трек 8) - Данкан Фуллер — ассистент по записи в RAK Studios - Натанаэл Грэм — ассистент по микшированию в RAK Studios - Дик Битэм — мастеринг | Дополнительный - Джим Лоу — клавишные (треки 1–6, 8, 9), пианино (треки 3–6, 8, 12), орган Хаммонда (трек 8), программирование (треки 1–6, 7–9, 11–16), синтезатор (трек 14), производство, микширование (треки 1–7, 9–16), инжиниринг - Джим Эббисс — программирование (трек 14), синтезатор (трек 14), производство (трек 14) - Сэм Япп — ударные (трек 9) - Тони Киркэм — пианино (треки 2, 11), дополнительное пианино (трек 3), орган Хаммонда (трек 9), клавишные (треки 15, 16) - Гэвин Фицджон — труба (трек 3), флюгельгорн (трек 3), саксофон (трек 4) - Майки Роу — фисгармония (трек 11) - Дитер Лимбург — саксофон (трек 9) - UK Gospel Choir — треки 1, 3, 4, 8, 9 - Хавьер Уэйлер — ударные (трек 13) |

## Чарты и сертификация
| Чарт (2017)                          | Наивысшая позиция |
| ------------------------------------ | ----------------- |
| Australian Albums (ARIA)             | 99                |
| Бельгия/Фландрия (Ultratop)          | 56                |
| Бельгия/Валлония (Ultratop)          | 63                |
| Великобритания (UK Albums Chart)     | 2                 |
| Ирландия (IRMA)                      | 9                 |
| Испания (PROMUSICAE)                 | 60                |
| Нидерланды (Album Top 100)           | 77                |
| New Zealand Heatseeker Albums (RMNZ) | 6                 |
| Франция (SNEP)                       | 67                |
| Швейцария (Schweizer Hitparade)      | 43                |
| Шотландия (Scottish Albums Chart)    | 1                 |

| Чарт (2017)     | Позиция |
| --------------- | ------- |
| UK Albums (OCC) | 62      |

| Регион | Сертификация | Продажи |
| --- | ------------ | ------- |
| Великобритания (BPI) | Золотой      | 100 000 |
| * Данные о продажах приведены только на основе сертификации. ^ Данные о тиражах приведены только на основе сертификации. |              |         |